# Logis de la Harderie
Le logis de la Harderie est une demeure située à Thorigné-d'Anjou, en France.

## Localisation
La demeure est située dans le département français de Maine-et-Loire, sur la commune de Thorigné-d'Anjou.

## Historique
L'édifice est inscrit au titre des monuments historiques en 1991.